# Sydney White
Sydney White (en España Una novata en un cuento de hadas) es una película estadounidense de comedia adolescente protagonizada por Amanda Bynes, Sara Paxton y Matt Long. Dirigida por Joe Nussbaum, es una adaptación moderna del cuento Blancanieves escrito por los hermanos Grimm.

## Argumento
Sydney White, una chica sin madre, criada por obreros, los compañeros de su padre, consigue una beca para ir a la Universidad Southern Atlantic, la misma a la que fue su madre. Ella lo desea de todo corazón, ya que podrá formar parte de la hermandad Kappa Phi Nu y ser una Kappa. Más tarde, ella conoce a Tyler, el presidente de la hermandad Beta Omega Rho y exnovio de la chica más popular de la universidad, Rachel Witchburn, y los dos se enamoran. Luego ella conoce a una chica llamada Dinkey, que también es una heredera de la hermandad. En la noche, tienen su primera prueba en donde deben buscar a un chico a medianoche y llevarlo a la cafetería en quince minutos. Como no es una buena cita, Rachel le hace cortar con él, por lo que lo deja esperandolo en el baño. Días más tarde, la expulsan de la hermandad después de que en la ceremonia final Rachel revela varios datos de Sydney y se va a vivir con los marginados, uno de los cuales es su antigua cita exprés y que viven en una casa llamada El Vórtice, la cual Rachel tiene planeado demolerla para construir un centro griego junto con Tyler. Luego, se inmiscuye en una campaña para las elecciones del Consejo Estudiantil, el cual es presidido por Rachel desde hace muchos años, y para ello, nombra a uno de los marginados como candidato presidencial. Más tarde, en una fiesta en la que le hacen una broma a los del Vórtice, ella le revela todo su plan a Sydney delante de Tyler, haciendo que ella lo deje. Al siguiente día El Vórtice es desalojado y todos quedan viviendo en un motel, y allí Sydney anuncia su candidatura al Consejo Estudiantil, pero Rachel viendo a Sydney como una fuerte competidora contrató a un hacker para que le borre todo el trabajo que hizo para el debate por lo que se queda despierta toda la noche reescribiendo su propuesta de gobierno. A la mañana siguiente, Sydney se queda dormida en la biblioteca y Tyler logra despertarla para que vaya al debate. Al llegar, ella obtuvo todo el apoyo de sus nuevos amigos y de los otros grupos minoritarios que ella visitó en su campaña, entre ellos la Banda Marcial de la universidad. Finalmente, Sydney gana el debate y de paso Rachel quedó expulsada de su propia hermandad. Semanas después, El Vórtice fue reconstruido gracias al padre de Sydney y de paso ella se hace novia oficial de Tyler.

## Reparto
- Amanda Bynes es Sydney White

- Sara Paxton es Rachel

- Matt Longes es Tyler

- Jack Carpenter es Lenny

- Jeremy Howard es Terrence

- Arnie Pantoja es George

- Adam Hendershott es Jeremy

- Danny Strong es Gurkin

- Samm Levine es Spanky

- Crystal Hunt es Dinky

- Lauren Leech es Katy

- Libby Mintz es Christy

- John Schneider es Paul White

- Donté Bonner es Embele

- Brian Patrick Clarke es el profesor Carleton

- Cree Ivey es Sydney joven

- Ashley Eckstein es Alicia

- Lisandra Vázquez es Amy

- Chris Carberg es Moose

- Kierstin Koppel es chica gótica

- Jeff Chase es Big Ron

- Jobeth Locklear es chica coqueta

- Tait Moline es Danny the Tranny

- Adam Vernier es hincha de football #1.

- Carlos Navarro es hincha de football #2.

- Nadine Avola es Pin Me Sister

- David Skyler es hacker

- Phyllis Fludd White es bibliotecaria

- Arielle Quatro es periodista estudiantil

- Jennifer Skidmore es camarera

- Susie Abromeit es porrista

- Brooke Newton es chica apenada

- Cornelius John Laws es Beta cantante

- Brent A. Westbrook es Beta cantante

- Dustin R. Grant es Beta cantante

- Nathanael P. Morano es Beta cantante

- Datos: Q1137907